# 蘇路克
蘇路克（阿拉伯语：‎）為敘利亞拉卡省泰勒艾卜耶德區的城鎮和分區，該城鎮緊鄰土耳其邊界。
該城鎮原遭伊斯蘭國佔領，2015年6月，該城鎮在泰勒艾卜耶德戰役中被庫德族人民保衛軍（YPG）接管。
敘利亞在13世紀初由阿尤布王朝統治，當時的地理學家雅谷特·阿爾·哈馬維指出蘇路克為「敘利亞的城鎮」。